# The Shadow of Your Smile
A The Shadow of Your Smile („Love Theme from The Sandpiper” címmel is előfordul) egy ismert, népszerű dzsessz-sztenderd. A dallam szerzője Johnny Mandel, a szöveget Paul Francis Webster írta. A dal az 1965-ös The Sandpiper című filmben jelent meg először Jack Sheldon trombitaszólójával, később Tony Bennett tette slágerré;  (Johnny Mandel hangszerelte és vezényelte ezt a verziót). A dal elnyerte az év dalának járó Grammy-díjat és a legjobb eredeti dalnak járó Oscar-díjat is. 2004-ben a dal a 77. helyen végzett az AFI (Amerikai Filmintézet) „100 legjobb Dal” közvélemény-kutatási listáján az amerikai film legnépszerűbb dallamai között.

## Híres felvételek
- Astrud Gilberto – (1965)
- Johnny Mandel with Jack Sheldon – (1965)
- Wes Montgomery – (1965)
- Barbra Streisand – (1965)
- Tony Bennett with Jimmy Rowles – (1966)
- Bobby Darin – (1966)
- Hampton Hawes (1966)
- Johnny Mathis – (1966)
- Oscar Peterson – (1966)
- Pablo Beltrán Ruiz – (1966)
- Frank Sinatra and Count Basie – (1966)
- Ella Fitzgerald – (1966)
- Nancy Sinatra –  (1966)
- Sammy Davis Jr. –  (1966)
- Bill Evans – (1967)
- Johnny Smith – (1967)
- Clare Fischer – (1967)
- Oliver Nelson – (1967)
- Archie Shepp – (1967)
- The Delfonics – (1968)
- Engelbert Humperdinck – (?)
- Ann Burton – (1969)
- Stevie Wonder – (1969)
- Baden Powell  – (1973)
- Earl Klugh – (1976)
- Rita Reys – (1983)
- Udo Lindenberg – (1984)
- Salena Jones – (1994)
- Benny Carter – (1997)
- Hank Jones with Elvin Jones – (2002)
- Tony Bennett with Juanes – (2006)
- Jack Sheldon – (2006)
- Kuroda Takuja – (2011)
- Bill Frisell – (2016)
- Gerry Mulligan – (1966)
- Dave Koz – (2007)
- Henry Mancini – (1967)
- Kelly Mittleman – (2006)[1]
- Karrin Allyson  –  ̇2011)
- Roberta Gambarini – (2013)

## Film
- The Sandpiper, 1965